# إير لوف
إير لوف (بالإنجليزية: Irie Love)‏ هي مغنية وعارضة أمريكية، ولدت في 7 يوليو 1985 في كايلو (هاواي) في الولايات المتحدة.